# Amrán kormányzóság

Amrán kormányzóság elhelyezkedése Jemenen belül

Amrán kormányzóság (arabul محافظة عمران [Muḥāfaẓat ʿAmrān]) Jemen huszonegy kormányzóságának egyike. Az ország északnyugati részén fekszik. Északon Szaada, északkeleten el-Dzsauf, délkeleten Szanaa, délnyugaton el-Mahvít, nyugaton pedig Haddzsa kormányzóság határolja. Székhelye Amrán városa. Területe 9 013 km², népessége a 2004-es népszámlálási adatok szerint 877 786 fő.

## Fordítás
Ez a szócikk részben vagy egészben  a   Governorates of Yemen című angol Wikipédia-szócikk ezen változatának fordításán alapul.  Az eredeti cikk szerkesztőit annak laptörténete sorolja fel. Ez a jelzés csupán a megfogalmazás eredetét és a szerzői jogokat jelzi, nem szolgál a cikkben szereplő információk forrásmegjelöléseként.